# Lijst van Nederlandstalige dichters

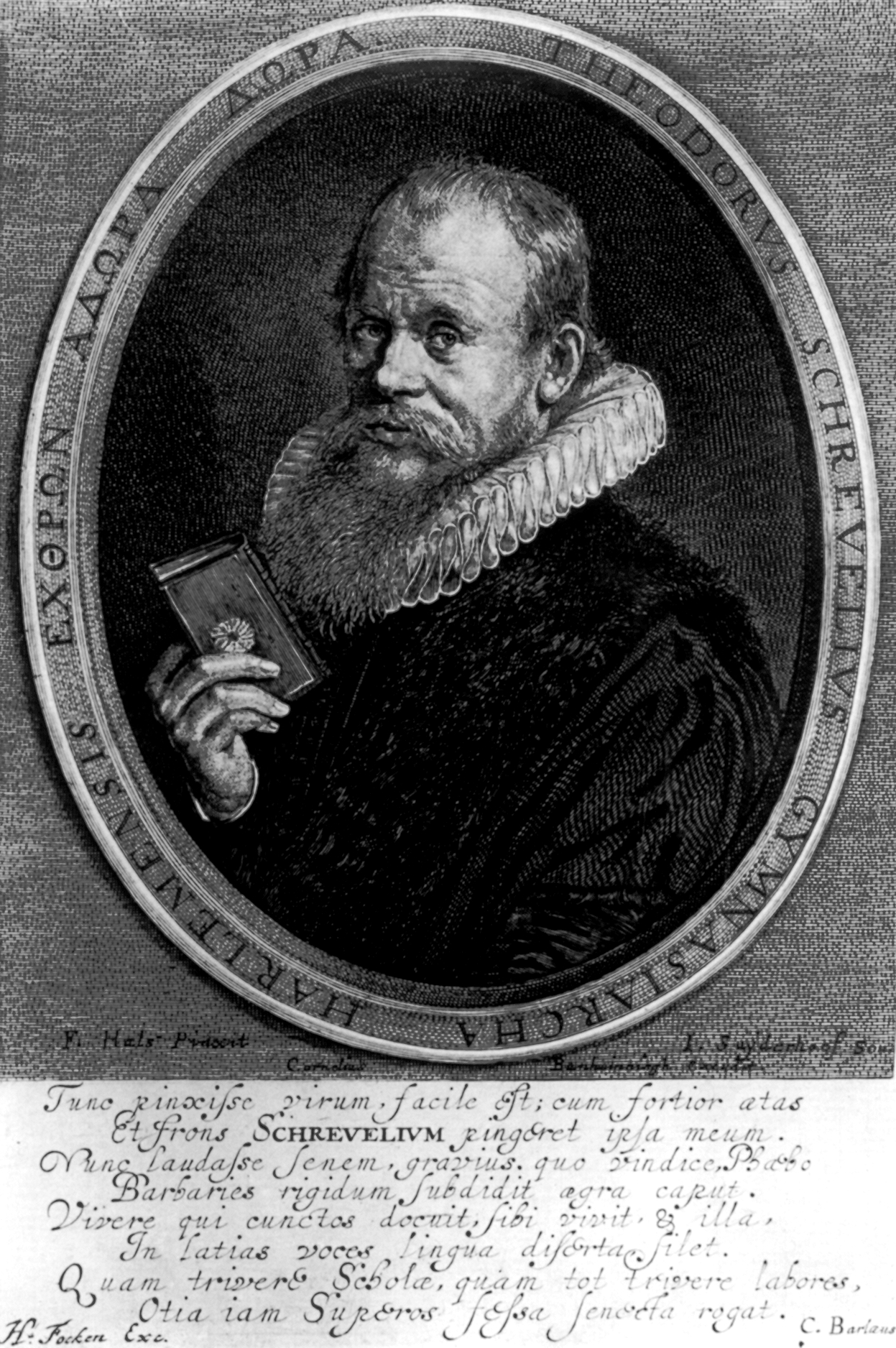
Theodorus Schrevelius (1572-1649)

Hieronder staat een lijst van Nederlandstalige dichters.
Voor Engelstalige dichters is er een aparte Lijst van Engelstalige dichters.
Voor overige dichters is er een aparte Lijst van dichters.

## A
- Pierre van der Aa (1770-1812)
- Bertus Aafjes (1914-1993)
- Anna van der Aar de Sterke (1755-1831)
- Willem Abma (1942-2024)
- Gerrit Achterberg (1905-1962)
- C.S. Adama van Scheltema (1877-1924)
- Martijn Adelmund (1977)
- Wiljan van den Akker (1954)
- Rodaan Al Galidi (Irak, 1971)
- Joseph Alberdingk Thijm (1820-1889)
- Johan Alberts (1893-1967)
- Hieronymus van Alphen (1746-1803)
- Robert Alquin (1956), pseudoniem van Jos Versteegen
- Ernst van Altena (1933-1999)
- Samuel Ampzing (1590-1632)
- Anne van Amstel (1974)
- Rik Andreae (1950)
- Hans Andreus (1926-1977)
- Hermanus Angelkot jr. (1688-1727)
- Jan-Willem Anker (1978)
- Robert Anker (1946-2017)
- Reyer Anslo (1626-1669)
- Jan Arends (1925-1974)
- Sven Ariaans (1969)
- Frank Martinus Arion (1936-2015), pseudoniem van Frank Efraim Martinus
- Armando (1929-2018), pseudoniem van Herman van Dodeweerd
- Bernardo Ashetu (1929-1982)
- Lou Asperslagh (1893-1949)

## B
- Theo van Baaren (1912-1989)
- Joost Baars (1975)
- Frans Babylon (1924-1968), pseudoniem van Frans Obers
- Jan Baeke (1956)
- Bert Bakker (1912-1969)
- H.H. ter Balkt (1938-2015), met pseudoniem Habakuk II de Balker
- Willy Balyon (1927-2000)
- Barlaeus (1584-1648), pseudoniem van Kaspar van Baerle
- Benno Barnard (1954)
- Willem Barnard (1920-2010), met pseudoniem Guillaume van der Graft
- Maria Barnas (1973)
- Jan de Bas (1964)
- Dirk van Bastelaere (1960)
- Frédéric Bastet (1926-2008)
- Frank Baur (1887-1969)
- David Beck (1594-1634)
- Geert Jan Beeckman (1961)
- Jacobus den Beer Poortugael (1775-1813)
- Nicolaas Beets (1814-1903)
- Simone Atangana Bekono (1991)
- Jacobus Bellamy (1757-1786)
- Martijn Benders (1971)
- Nel Benschop (1918-2005)
- Mohammed Benzakour (1972)
- Arie van den Berg (1948)
- Herman van den Berg (1968)
- Herman van den Bergh (1897-1967)
- Samuel van den Bergh (1814-1868)
- Hans ten Berge (1938)
- Willem ten Berge (1903-1969)
- Bergman (1921-2009), pseudoniem van Aart Kok
- Bernlef (8e eeuw)
- J. Bernlef (1937-2012)
- Suster Bertken (1426 of 1427-1514)
- Ad den Besten (1923-2015)
- Huub Beurskens (1950)
- Bert Bevers (1954)
- Gerti Bierenbroodspot (1940)
- Willem Bierman (1948)
- Anna Bijns (1493-1575)
- Willem Bilderdijk (1756-1831)
- Dick Binnendijk (1902-1984), met pseudoniem Dirk Nolting
- Peter Blanker (1939)
- Catharina Blaauwendraad (1965)
- Lut de Block (1952)
- Noud Bles (1945)
- J.C. Bloem (1887-1966)
- Joyce Bloem (1951-2017)
- Marion Bloem (1952)
- Jan Gelinde van Blom (1796-1861)
- Esther Blom (1948)
- Leonard De Bo (1826-1885)
- Marie Boddaert (1844-1914)
- Look Boden (1974)
- Frank Boeijen (1957)
- Jan van Boendale (1279-1330/1334)
- Bianca Boer (1976)
- Catharina Boer (1939-2019)
- Helena de Boer (1962)
- Jan Boer (1899-1983)
- Jan Boerstoel (1944)
- Pierre Bogaers (1926-2015)
- Paul Bogaert (1968)
- Pim te Bokkel (1983)
- Elle Bolhuis (1887-1970)
- Gershwin Bonevacia (1992)
- Mark Boninsegna (1976)
- I.K. Bonset (1883-1931), pseudoniem van Theo van Doesburg
- Adriaan Bontebal (1952-2012), pseudoniem van Aad van Rijn
- Albert Bontridder (1921-2015)
- Mark Boog (1970)
- Joop Boomsma (1945-2018)
- Louis Paul Boon (1912-1979)
- Rommert Boonstra (1942)
- Johan de Boose (1962)
- Henri van Booven (1877-1964)
- Elias Borger (1784-1820)
- Johan Borgman (1889-1976)
- Jaap van den Born (1951)
- Anne Borsboom (1948)
- Pieter Boskma (1956)
- Doeko Bosscher (1949)
- Katherina Boudewyns (ca. 1520 – na 1603)
- Inge Boulonois (1945-2024)
- Hans Bouma (1941)
- Louis de Bourbon (1908-1975)
- P.C. Boutens (1870-1943)
- Miep Bouvy (1893-1960)
- Leo Braat (1908-1982)
- Gerard den Brabander (1900-1968), pseudoniem van Jan Gerardus Jofriet
- Hertog Jan I van Brabant, (1252/1254-1294)
- Mark Braet (1925-2003)
- Karel Bralleput (1913-1987), pseudoniem van Simon Carmiggelt
- Gerard Brands (1934-2012), pseudoniem van Gerard Bron
- Wim Brands (1959-2016)
- Gerard Brandt (1626-1685)
- Willem Brandt (1905-1981), pseudoniem van Willem Simon Brand Klooster
- Anneke Brassinga (1948)
- Marcel Brauns (1913-1995)
- G.A. Bredero (1585-1618)
- Elly van Breugel (1934)
- Martin Bril (1959-2009)
- Herman Broekhuizen (1922-2012)
- Joan van Broekhuizen (1649-1707), met pseudoniem Janus Broukhusius
- Cornelis Broere (1803-1860)
- Titia Brongersma (ca. 1650-ca. 1700)
- Marcel Broodthaers (1924-1976)
- Til Brugman (1888-1958)
- Hein de Bruin (1899-1947)
- Tsead Bruinja (1974)
- Victor Brunclair (1899-1944)
- Gerard Bruning (1898-1926)
- C. Buddingh' (1918-1985)
- Frans Budé (1945)
- Boudewijn Büch (1948-2002)
- Geert Buelens (1971)
- Gaston Burssens (1896-1965)
- Leonard Buyst (1847-1918)

## C
- Hester Wilhelmina Callenburgh Baartmans (1739-1826)
- Ben Cami (1920-2004)
- Jan Campert (1902-1943)
- Remco Campert (1929-2022)
- Paul van Capelleveen (1960)
- Dimitri Casteleyn (1966)
- Joris van Casteren (1976)
- Jacob Cats (1577-1660)
- Bart Chabot (1954)
- Nicolaas van Charante (1811-1873)
- Charivarius (1870-1946), pseudoniem van Gerard Nolst Trenité
- J.B. Charles (1910-1983)
- Paul Claes (1943)
- André Christiaens (1905-1989), met pseudoniem N.A. Drojine
- Hugo Claus (1929-2008)
- René De Clercq (1877-1932)
- Willem de Clercq (1795-1844)
- Hens Clinge Doorenbos (1884-1978)
- Bram van Collem (1858-1933)
- Herman de Coninck (1944-1997)
- Patrick Conrad (1945)
- Peter Coret (1954), pseudoniem van Cees van der Pluijm
- Jules de Corte (1924-1996)
- Isaäc da Costa (1798-1860)
- Louis Couperus (1863-1923)
- Emma Crebolder (1942)
- Max Croiset (1912-1993)
- Cornelis Crul (ca. 1500-ca. 1550)

## D
- Maria van Daalen (1950), pseudoniem van Maria de Rooij
- Kreek Daey Ouwens (1942)
- Johan Daisne (1912-1978)
- Jan van den Dale (ca. 1460-1522)
- Wim Daniëls (1954)
- Cola Debrot (1902-1981)
- Jeremias de Decker (1609-1666)
- Ellen Deckwitz (1982)
- Bert Decorte (1915-2009)
- Daniël Dee (1975)
- Tom van Deel (1945-2019), met de pseudoniemen G. en Gerrit Vogel
- Jules Deelder (1944-2019)
- Job Degenaar (1952)
- Aagje Deken (1741-1804)
- Hans Dekkers (1954)
- Jozef Deleu (1937)
- Geert De Kockere (1962)
- André Demedts (1906-1992)
- Frans Denissen (1947)
- Frans Depeuter (1937)
- Johan Andreas dèr Mouw (1863-1919), met pseudoniem Adwaita
- Jan Derks (1912-1963)
- Eric Derluyn (1943)
- Frans Deschoemaeker (1954)
- Bernard Dewulf (1960-2021)
- Napoleon Destanberg (1829-1875)
- Christine D'haen (1923-2009)
- Gerard Diels (1897-1956)
- Aleidis Dierick (1932-2022)
- Anna Diersen (1766-1831)
- Paul van Dijk (1981)
- Nico Dijkshoorn (1960)
- F. van Dixhoorn (1948)
- R. Dobru (1935-1983), schrijversnaam van Robin Raveles
- Sikke Doele (1942-2002)
- Theo van Doesburg (1883-1931), pseudoniem van Christian Küpper
- Anthonie Donker (1902-1965), pseudoniem van Nico Donkersloot
- Maarten Doorman (1957)
- Johnny van Doorn (1944-1991)
- Hans Dorrestijn (1940)
- Wieteke van Dort (1943-2024)
- Janus Dousa (1545-1604), latinisering van Jan van der Does
- Olaf Douwes Dekker (1941)
- Bart Droog (1966)
- Germain Droogenbroodt (1944)
- Drs. P (1919-2015)
- Charles Ducal (1952)
- Arjen Duinker (1956)
- Anton van Duinkerken (1903-1968), pseudoniem van Willem Asselbergs
- Heyman Dullaert (1636-1684)
- Carla Dura (1935-2011)

## E
- Frederik van Eeden (1860-1932)
- Bies van Ede (1957)
- Clara Eggink (1906-1991)
- Jan Eijkelboom (1926-2008)
- Remco Ekkers (1941-2021)
- Jan G. Elburg (1919-1992)
- Willem Elsschot (1882-1960)
- Marcellus Emants (1848-1923)
- Jan Emmens (1924-1971)
- Jan Engelman (1900-1972)
- Anna Enquist (1945)
- Anton Ent (1939), pseudoniem van Henk van der Ent
- Hein von Essen (1886-1949)
- Annemarie Estor (1973)
- Eddy Evenhuis (1920-2002)
- P.N. van Eyck (1887-1954)
- Karel Eykman (1936-2022)
- Ben van Eysselsteijn (1898-1973)

## F
- Radna Fabias (1983)
- Martinus Fabri (ca. 1400)
- Hans Faverey (1933-1990)
- Agnita Feis (1881-1944)
- Rhijnvis Feith (1753-1824)
- Louis Ferron (1942-2005)
- Gustaaf Flamen (1837-1920)
- Anna Fles (1854-1906), met pseudoniem A.M. Eldar
- Willem Godschalck van Focquenbroch (1640-1670)
- Vicky Francken (1989)
- Johannes le Francq van Berkhey  (1729-1812)
- Jules Frère (1881-1937)

## G
- Chr.J. van Geel (1917-1974)
- Harrie Geelen (1939)
- Koos Geerds (1948)
- Pieter Geijl (1887-1966)
- Paul Gellings (1953)
- P.A. de Génestet (1829-1861)
- Reinier van Genderen Stort (1886-1942)
- Piet Gerbrandy (1958)
- Truus Gerhardt (1899-1960)
- Ida Gerhardt (1905-1997)
- Anton Gerits (1930-2021)
- Frank Gericke (1878-1976) speudoniem van D. Hoek
- Eva Gerlach (1948)
- Soetgen Gerrits († 1572)
- Vincent Geyskens (1971)
- Guido Gezelle (1830-1899)
- Marnix Gijsen (1899-1984)
- Maurice Gilliams (1900-1982)
- Gust Gils (1924-2002)
- Jo Gisekin (1942)
- Jan Glas (1958)
- Kees Godefrooij (1951)
- Margaretha van Godewijck (1627-1677)
- Wouter Godijn (1955)
- Johan de Goede (1964)
- Tobie Goedewaagen (1895-1980)
- Jan Goeree (1670-1731)
- Jan Goeverneur (1809-1889)
- Johan van der Goes (1647-1684)
- Ruben van Gogh (1967)
- Henri Albert Gomperts (1915-1998)
- Babs Gons (1971)
- Herman Gorter (1864-1927)
- Geerten Gossaert (1884-1958)
- Chris de Graaff (1890-1955)
- J.L. Gregory (1893-1979), pseudoniem van Boy Pierson
- Guillaume van der Graft (1920-2010), pseudoniem van Willem Barnard
- Karel N.L. Grazell (1928-2020)
- Jan Greshoff (1888-1971)
- Sibylle van Griethuysen (1621-1699)
- Hans Groenewegen (1956-2013)
- Hugo de Groot (1583-1645)
- Luuk Gruwez (1953)
- Alex Gutteling (1884-1910)
- Blanka Gyselen (1909-1959)

## H
- Jacob Israël de Haan (1881-1924)
- Martin de Haan (1966)
- Bernard ter Haar (1806-1880)
- Hella Haasse (1918-2011)
- Hadewijch (13e eeuw)
- Quirien van Haelen (1981)
- Abraham de Haen (1707-1748)
- Lloyd Haft (1946)
- Hans Hagen (1955)
- Monique Hagen (1956)
- Micha Hamel (1970)
- Jacques Hamelink (1939-2021)
- Jan Hanlo (1912-1969)
- Justus de Harduwijn (1582-1636)
- Elma van Haren (1954)
- Onno Zwier van Haren (1713-1779)
- Willem van Haren (1710-1768)
- Erik Jan Harmens (1970)
- Fritzi Harmsen van Beek (1926-2009)
- Jaap Harten (1930-2017)
- Johannes Petrus Hasebroek (1812-1896)
- Jac. van Hattum (1900-1981)
- Pé Hawinkels (1942-1977)
- Wim Hazeu (1940-2024)
- Jan van Heelu (13e eeuw)
- Marjolijn van Heemstra (1981)
- Heere Heeresma (1932-2011)
- Alex van der Heide (1909-1976)
- Jan Pieter Heije (1809-1876)
- Daniël Heinsius (1580-1655)
- Nicolaas Heinsius (1620-1681)
- Albert Helman (1903-1996)
- Jan Frederik Helmers (1767-1813)
- Herwig Hensen (1917-1989), pseudoniem van Florent Mielants jr.
- Leo Herberghs (1924-2019)
- Eugènie Herlaar (1939-2024)
- Toon Hermans (1916-2000)
- Willem Frederik Hermans (1921-1995)
- Raymond Herreman (1896-1971)
- Hubert van Herreweghen (1920-2016)
- Stefan Hertmans (1951)
- Judith Herzberg (1934)
- Krijn Peter Hesselink (1976)
- W. Hessels, pseudoniem van: H.A. Mulder (1909-1949)
- Jos van Hest (1946)
- Gil vander Heyden (1937)
- Ingmar Heytze (1970)
- Wim van Heugten (1913-1999)
- Annie Heuts (1929-2019)
- Willem van Hildegaersberch (ca. 1350-ca. 1408)
- Dick Hillenius (1927-1987)
- Rozalie Hirs (1965)
- Han Hoekstra (1906-1988)
- Willem Hofdijk (1816-1888)
- Wim Hofman (1941)
- Tjitse Hofman (1974)
- James Holmes (1924-1986)
- Peter Holvoet-Hanssen (1960)
- Theo Hondius (1922-1994)
- Eric van Hoof (1975)
- Guy van Hoof (1943)
- Pieter Corneliszoon Hooft (1581-1647)
- Jotie T'Hooft (1956-1977)
- David van Hoogstraten (1658-1724)
- Jan van Hoogstraten (1662-1756)
- Anneken Hoogwandt (? - na 1680)
- Adriaan van der Hoop jr. (1802-1841)
- Ed. Hoornik (1910-1970)
- Corrado Hoorweg 1925-2019, pseudoniem van Coen Stibbe
- F.J. Hoppenbrouwers (1789-1858)
- Henk van der Horst (1939)
- Jan van Hout (1542-1609)
- Paul van den Hout (1939-2015)
- Louis Hoyack (1893-1967)
- Willem Huberts (1953)
- René Huigen (1962)
- Gerard van Hulst (1909-1990)
- Jan van Hulst (ca. 1350-ca. 1433)
- Lucas Hüsgen (1960), pseudoniem van Lucas de Jong
- Willem Hussem (1900-1974)
- Constantijn Huygens (1596-1687)

## I
- Willem van Iependaal, (1891-1970)
- Johannes Immerzeel, (1776-1841)
- Maarten Inghels, (1988)
- Geert van Istendael (Geert Vanistendael) (1947)
- Eugène van Itterbeek, (1934-2012)

## J
- Muus Jacobse (1909-1972), pseudoniem van Klaas Hanzen Heeroma
- Adriaan Jaeggi (1963-2008)
- Bouke Jagt (1929-1982)
- Miek Janssen (1890-1953)
- Tjitske Jansen (1971)
- Arnold Jansen op de Haar (1962)
- Esther Jansma (1958-2025)
- Gysbert Japicx (1603-1666)
- Petra Jekel (1980)
- Cor Jellema (1936-2003)
- Kees Jiskoot (1933-2015)
- Karel Jonckheere (1906-1993)
- Klaas de Jong Ozn. (1926-2011)
- Martien de Jong (1929)
- Max de Jong (1917-1951)
- Laurentius Petrus de Jonge (1925-2019), met pseudoniem Lou Vleugelhof
- Henk Jongerius OP (1941-2024)
- Marieke Jonkman (1939), pseudoniem van Henk van der Ent
- Roland Jooris (1936)

## K
- Meertje Kaal (1930-2016)
- Jan Kal (1946)
- Jan ten Kate (1819-1889)
- Leon van Kelpenaar, pseudoniem van Leo Obers
- Mathias Kemp (1890-1964)
- Pierre Kemp (1886-1967)
- Michiel van Kempen (1957)
- George Kettmann (1898-1970)
- Remy C. van de Kerckhove (1921-1958)
- H.W.J.M. Keuls (1883-1968)
- Piet Keuning (1882-1962), met pseudoniem Peter van Alsingha
- Baban Kirkuki (1974)
- Kizzy, artiestennaam van Kizzy Getrouw (1979)
- Patty Klein (1946-2019)
- Bernke Klein Zandvoort (1987)
- Gerard van Klinkenberg (1900-2003)
- Hans Klomp (1902-1987), met pseudoniem Mien Proost
- Hans Kloos (1960)
- Willem Kloos (1859-1938)
- Johannes Kneppelhout (1814-1885), met pseudoniem Klikspaan
- Hester Knibbe (1946)
- Peter Knipmeijer (1970)
- Frank Koenegracht (1945)
- Marie Koenen (1879-1959)
- Antony Kok (1882-1969)
- Antoine de Kom (1956)
- Gerrit Komrij (1944-2012)
- Henk Kooijman (1928-1988)
- Jan Kooistra (1938-1992)
- Halbo C. Kool (1907-1968)
- Marga Kool (1949)
- Elisabeth Koolaart-Hoofman (1664-1736)
- Jaap Koopmans (1933-1996)
- Rutger Kopland (1934-2012)
- Anton Korteweg (1944)
- Alfred Kossmann (1922-1998)
- Rudy Kousbroek (1929-2010)
- Gerrit Kouwenaar (1923-2014)
- P. Kouwes (1960), pseudoniem van Nico Dijkshoorn
- Tim Krabbé (1943)
- Jaap Krol (1970)
- Gerrit Krol (1934-2013)
- Jan Krul (ca. 1602–1646)
- Jan Kuijper (1947)
- Bert Kuijpers (1941-2021)
- Dirkje Kuik (1929-2008)
- Frans Kuipers (1942)
- Reinold Kuipers (1914-2005)
- Wiel Kusters (1947)

## L
- Doeko L. (1974)
- Frederik Lucien De Laere (1971)
- Liesbeth Lagemaat (1962)
- Pim Lammers (1993)
- Astrid Lampe (1955)
- Jo Landheer (1900-1986)
- Pieter Langendijk (1683-1756)
- Juliana de Lannoy (1738-1782)
- Patricia Lasoen (1948-2023)
- Ruth Lasters (1979)
- Patrick Lateur (1949)
- Ghislain Laureys (1924-1995)
- Eliza Laurillard (1830-1908)
- Jan Lauwereyns (1969)
- Delphine Lecompte (1978)
- Karel Lodewijk Ledeganck (1805-1847)
- Ed Leeflang (1929-2008)
- John Leefmans (1933-2012)
- Herman Leenders (1960)
- Aart van der Leeuw (1876-1931)
- Rick de Leeuw (1960)
- Boeli van Leeuwen (1922-2007)
- Joke van Leeuwen (1952)
- Marieke van Leeuwen (1950)
- Louis Th. Lehmann (1920-2012)
- Sjoerd Leiker (1914-1988)
- Paul Lemmens (1954), pseudoniem van Cees van der Pluijm
- Jacob van Lennep (1802-1868)
- Katharina Leopold (1846-1914)
- J.H. Leopold (1865-1925)
- Frédéric Leroy (1974)
- Katharyne Lescailje (1649-1711)
- Jane Leusink (1949)
- Rudie van Lier (1914-1987)
- Ted van Lieshout (1955)
- Tomas Lieske (1943)
- Franciscus Lijftocht (1638-1683)
- Gerrit van de Linde (1808-1858), met pseudoniem De Schoolmeester
- Arjen van der Linden (1956)
- Gerry van der Linden (1952)
- Erik Lindner (1968)
- Adam van Lintz (17e eeuw–1705)
- Hans Lodeizen (1924-1950)
- Jodocus van Lodenstein (1620-1677)
- Robert Loesberg (1944-1990)
- Boudewijn van der Lore, (Gent, 14de eeuw), ook wel Boudewijn vander Luere
- Cornelis Loots (1764-1834)
- Pieter Louwerse (1840-1908)
- Gijsbert Lovendaal (1847-1939)
- Huub van der Lubbe  (1953)
- Lucebert (1924-1994), pseudoniem van Lubertus Jacobus Swaanswijk
- Guus Luijters (1943-2025)
- Jan Luyken (1649-1712)

## M
- Rick van der Made (1968)
- Jacob van Maerlant (ca. 1230-1235 – ca. 1288-1300)
- Lodewijk Makeblyde (1564/1565-1630)
- Herman de Man (1898-1946), pseudoniem van Salomon Herman Hamburger
- Jetske Reinou van der Malen (1681-1752)
- Gwij Mandelinck (1937-2024)
- Eva van Manen (1989)
- Eugène Marais (1871-1936)
- Sylvie Marie (1984), pseudoniem van Sylvie De Coninck
- Paul Marijnis (1946-2008)
- Hans Marijnissen (1949)
- A. Marja (1917-1964), pseudoniem van Arend Theodoor Mooij
- Cornelius van Marle (1783-1859)
- Hendrik Marsman (1899-1940)
- Lieke Marsman (1990)
- Tip Marugg (1923-2006)
- Lizzy Sara May (1918-1988)
- Kees van Meel (1948)
- Jan M. Meier (1951),  pseudoniem van Jean Marie Maes
- Jaap Meijer (1912-1993)
- Erik Menkveld (1959-2014)
- Lucretia van Merken (1721-1789)
- Willem de Mérode (1887-1939), pseudoniem van Willem Eduard Keuning
- Bart Meuleman (1965)
- Jan Meulenbelt (1921-2011)
- Everard Meyster (1617-1679)
- Hanny Michaelis (1922-2007)
- K. Michel (1958), pseudoniem van Michael Maria Kuijpers
- Neeltje Maria Min (1944), met pseudoniem Sophie Perk
- Richard Minne (1891-1965)
- Hanz Mirck (1970)
- Anna Maria Moens (1775-1832)
- Arno Moens (1992)
- Petronella Moens (1762-1843)
- Bart Moeyaert (1964)
- Maurits Mok (1907-1989)
- Pol de Mont (1857-1931)
- Els Moors (1976)
- Addy van Moorsel (1904-1976)
- Adriaan Morriën (1912-2002)
- Erwin Mortier (1965)
- Peter Motte (1966)
- Johan Andreas dèr Mouw (1863-1919)
- Albert Mungroo (1931-2019)
- Charlotte Mutsaers (1942)

## N
- Tom Naastepad (1921-1996)
- Alice Nahon (1896-1933)
- Ramsey Nasr (1974)
- Nanne Nauta (1959)
- Y. Né (1958), ‘pseudoniem’ van Yvonne Né
- Nescio (1882-1961), pseudoniem van J.H.F. Grönloh
- Nafiss Nia (1968)
- Jan S. Niehoff (1923-2014)
- Max Niematz (1942-2024), pseudoniem van Jan Hombergen
- Pieter Nieuwint (1945)
- Gerard Nijenhuis (1932-2023)
- Martinus Nijhoff (1894-1953)
- Jan van Nijlen (1884-1965)
- Arjaan van Nimwegen (1947)
- Leonard Nolens (1947)
- Jan Noordegraaf (1927-1990)
- Nel Noordzij (1923-2003)
- Max Nord (1916-2008)
- Aad Nuis (1933-2007)
- André Nuyens (1948)

## O
- J.W. Oerlemans (1926-2011)
- Ronald Ohlsen (1968)
- Theo Olthuis (1941-2024)
- John O'Mill (1915-2005), pseudoniem van Johan van der Meulen
- Joost Oomen (1990)
- Geert van Oorschot (1909-1987)
- Tonnus Oosterhoff (1953)
- Huub Oosterhuis (1933-2023)
- Jacob van Oosterwijk Bruyn (1794-1876)
- Johannes Jacobus van Oosterzee (1817-1882)
- Adèle Opzoomer (1856-1925), met pseudoniem A.S.C. Wallis
- Tom Ordelman (1957-2016)
- Paul van Ostaijen (1896-1928)
- Willem Jan Otten (1951)
- Kees Ouwens (1944-2004)
- Aernout van Overbeke (1632-1674)
- Diana Ozon (1959)

## P
- Drs. P (1919-2015)
- Piet Paaltjens (1835-1894), pseudoniem van François HaverSchmidt
- Anna Paauw (16??-1710)
- Johannes van der Palm (1763-1840)
- Frank van Pamelen (1965)
- Hein Pannekoek (1882-1965), met pseudoniem G.H. 's-Gravesande
- Gertrude Pape (1907-1988)
- Rob Passchier (1964)
- Augusta Peaux (1859-1944)
- Hagar Peeters (1972)
- Els Pelgrom (1934)
- Willem Penning (1840-1924), met pseudoniem M. Coens
- Piet Penning de Vries (1928-1995)
- Jacques Perk (1859-1881)
- Hugues C. Pernath (1931-1975)
- Ester Naomi Perquin (1980)
- E. du Perron (1899-1940)
- Ankie Peypers (1928-2008)
- Albert Plasschaert (1874-1941), met pseudoniem A. Pelgrym
- Ilja Leonard Pfeijffer (1968)
- Christoffel Pierson (1631-1714)
- Pieter Pijpers (1749-1805)
- Filip De Pillecyn (1891-1962)
- Hans van Pinxteren (1943)
- Michel van der Plas (1927-2013)
- Hans Plomp (1944-2024)
- Cees van der Pluijm (1954-2014)
- Adriaan Poirters (1605-1674)
- Alexander Pola (1914-1992), pseudoniem van Abraham Polak
- Sybren Polet (1924-2015)
- K.L. Poll (1927-1990)
- Frank Pollet (1959)
- Herman Poort (1886-1933)
- Hubert Kornelisz Poot (1689-1733)
- Hugo Pos (1913-2000)
- Elisabeth Maria Post (1755-1812)
- Gerda Posthumus (1960)
- Obe Postma (1868-1963)
- Everhard Potgieter (1808-1875)
- Harry Prenen (1915-1992)
- Jan Prins (1876-1948)
- Sonja Prins (1912-2009)
- René Puthaar (1964)

## Q
- Catharina Questiers (1631-1669)

## R
- Riet Raaphorst (1919-1946)
- Hugo Raes (1929-2013)
- Clara Feyoena van Raesfelt-van Sytzama (1729-1807)
- Jean Pierre Rawie (1951)
- Roos Rebergen (1988)
- Joannes Reddingius (1873-1944)
- Hans Redeker (1918-1992)
- Martin Reints (1950)
- Eugène Rellum (1896-1989)
- Pieter Renier (1795-1859)
- G.J. Resink (1911-1997)
- Marc Reugebrink (1960)
- Gerard Reve (1923-2006)
- Jacobus Revius (1586-1658), pseudoniem van Jakob Reefsen
- Sholeh Rezazadeh (1989)
- Trinus Riemersma (1938-2011)
- Evert Rinsema (1880-1958)
- Christiaan Robidé van der Aa (1791-1851)
- Albrecht Rodenbach (1856-1880)
- Ferdinand Rodenbach (1864-1938)
- Paul Rodenko (1920-1976)
- Richter Roegholt (1925-2005)
- Maurice Roelants (1895-1966)
- Xavier Roelens (1976)
- Astrid Roemer (1947)
- Anna Roemers Visscher (1583-1651)
- Maria Tesselschade Roemers Visscher (1594-1649)
- Barend Roest Crollius (1912-2000)
- Willem M. Roggeman (1935)
- Adriaan Roland Holst (1888-1976)
- Henriette Roland Holst (1869-1952)
- Henk Romijn Meijer (1929-2008)
- Alexis de Roode (1970)
- Paul François Roos (1751-1805)
- Adriaan de Roover (1923-2016)
- Kees van Rossem (1885-1934), met pseudoniem Elegast
- Hannie Rouweler (1951)
- Hilbrand Rozema (1971)
- Lucas Rijneveld (1991)

## S
- Joachim le Sage ten Broek (1775-1847)
- Suze Sanders (1953), pseudoniem van Albertien Klunder-Hof
- Grytsje Schaaf (1979)
- Nine van der Schaaf (1882-1973)
- Sjoerd van der Schaaf (1906-2006)
- Herman Schaepman (1844-1903)
- Alfred Schaffer (1973)
- J.C. van Schagen (1891-1985)
- Nico Scheepmaker (1930-1990)
- Herman Scheltema (1906-1981), met pseudoniem N.E.M. Pareau
- J.M.W. Scheltema (1921-1947)
- Bert Schierbeek (1918-1996)
- Hendrik Jan Schimmel (1823-1906)
- K. Schippers (1936-2021), pseudoniem van Gerard Stigter
- Norbert Schmelzer (1921-2008)
- Annie M.G. Schmidt (1911-1995)
- Frederik Schmidt Degener (1881-1941)
- Patty Scholten (1946-2019)
- De Schoolmeester (1808-1858), pseudoniem van Gerrit van de Linde
- Gertjan van Schoonhoven (1961)
- John Schoorl (1961)
- Rob Schouten (1954)
- Margreet Schouwenaar (1955)
- Theodorus Schrevelius (1572-1649)
- Jan Willem Schulte Nordholt (1920-1995)
- Fedde Schurer (1898–1968)
- Anna Maria van Schurman (1607-1678)
- Koos Schuur (1915-1995)
- Katharina Schweickhardt (1776-1830)
- Janus Secundus (1511-1536), pseudoniem van Jan Everaerts
- Emile Seipgens (1837-1896)
- Shrinivási (1926-2019)
- Hugo Sinclair (1901-1942), met pseudoniem  H. Asder
- Rense Sinkgraven (1965)
- Jan Six van Chandelier (1620-1695)
- J. Slauerhoff (1898-1936)
- Arend van Slichtenhorst (1616-1657)
- Jan Sloots (1928-2007)
- Michaël Slory (1935-2018), met pseudoniem Asjantenoe Sangodare
- Pem Sluijter (1939-2007)
- Jan Smeken (ca 1450-1517)
- Gabriël Smit (1910-1981)
- W.A.P. Smit (1903-1986)
- Wilfred Smit (1933-1972)
- Dirk Smits (1702-1752)
- Paul Snoek (1933-1981), pseudoniem van Edmond Schietekat
- Albertina Soepboer (1969)
- Theo Sontrop (1931-2017)
- Piet Spaans (1933)
- Hajo Spandaw (1777-1855)
- Albert Speekaert (1915-1982)
- J.H. Speenhoff (1869-1945)
- Hedwig Speliers (1935)
- Hendrik Spiegel (1549-1612)
- Kees Spiering (1958)
- Willy Spillebeen (1932)
- Erik Spinoy (1960)
- Johannes Stalpaert van der Wiele (1579-1630)
- A.C.W. Staring (1767-1840)
- F. Starik (1958-2018)
- Ilse Starkenburg (1963-2019)
- Jan Jansz. Starter (1593-1626)
- Jacob Steege (1956), pseudoniem van Jos Versteegen
- Eric van der Steen (1907-1985), pseudoniem van Dirk Zijlstra
- Maria van der Steen (1906-1987)
- Kees Stip (1913-2001)
- Simon Stijl (1731-1804)
- Mustafa Stitou (1974)
- Yentl van Stokkum (1991)
- Pien Storm van Leeuwen (1945-2020)
- René Stoute (1950-2000)
- Hans van Straten (1923-2004)
- Garmt Stuiveling (1907-1985)
- Carel Swinkels (1921-1926)

## T
- Arnold Tammes (1907-1987), met pseudoniem J.C. Noordstar
- Alain Teister (1932-1979), pseudoniem van Jacob Boersma
- Toon Tellegen (1941)
- Matthijs Tengnagel (1613-1652)
- Hans Tentije (1944-2023), pseudoniem van Johann Krämer
- Emile den Tex (1918-2012)
- Jan Theuninck (1954)
- Jeroen Theunissen (1977)
- Peter Theunynck (1960)
- Willem Thies (1973)
- Wim van Til (1955)
- Hendrik Tollens (1780-1856)
- Willem van Toorn (1935-2024)
- Oscar Tops (1980)
- Kees Torn (1967)
- Marc Tritsmans (1959)
- David Troch (1977)
- Pieter Jelles Troelstra (1860-1930)
- Vrouwkje Tuinman (1974)

## U
- Maurits Uyldert (1881-1966), met pseudoniem L.T. Durey

## V
- C.B. Vaandrager (1935-1992)
- Willy Vaerewijck (1914-1982)
- Adriaen Valerius (1570/1575-1625)
- Dirk van Bastelaere (1960)
- Lies Van Gasse (1983)
- Miriam Van hee (1952)
- Geert van Istendael (1947)
- Stefaan Van den Bremt (1942)
- Stefaan Van Laere (1963)
- Roel Richelieu Van Londersele (1952), pseudoniem van Raoul Van Londersele
- Maud Vanhauwaert (1984)
- M. Vasalis (1909-1998), pseudoniem van Margaretha Droogleever Fortuyn-Leenmans
- Jan van der Veen (1578-1659)
- Anne Vegter (1958)
- Christophe Vekeman (1972)
- Hendrik van Veldeke (ca. 1150 – na 1186)
- Martinus Veltman (1928-1995)
- Chris Veraart (1944-2014)
- Theo Verhaar (1954-1999)
- Hans Verhagen (1939-2020)
- Peter Verhelst (1962)
- Dimitri Verhulst (1972)
- Corly Verlooghen (1932-2019), pseudoniem van Rudi Bedacht
- Bram Vermeulen (1946-2004)
- Hugo Verriest (1840-1922)
- Jos Versteegen (1956)
- Albert Verwey (1865-1937)
- Simon Vestdijk (1898-1971)
- Anton van der Vet (1919-1997)
- Twan Vet (1998)
- Cornelis Veth, (1880-1962)
- Jan Veth (1864-1925)
- Bea Vianen (1935-2019)
- Simon Vinkenoog (1928-2009)
- Roemer Visscher (1547-1620)
- Ab Visser (1913-1982)
- Hans Vlek (1947-2016)
- Eddy van Vliet (1942-2002)
- Bert Voeten (1918-1992)
- Frans Vogel (1935-2016)
- Jacq Vogelaar (1944-2013), pseudoniem van Frans Broers
- Joost van den Vondel (1587-1679)
- Lammert Voos (1962)
- Ida Vos (1931-2006)
- Jan Vos (1610-1667)
- Margot Vos (1891-1985)
- Marjoleine de Vos (1957)
- Carel Vosmaer (1826-1888)
- Stijn Vranken (1974)
- Freddy de Vree (1939-2004)
- Mischa de Vreede (1936-2020)
- Reinout Vreijling (1926-2007), pseudoniem van Jaap van Rossum du Chattel
- Fries de Vries (1931-2008)
- Hendrik de Vries (1896-1989)
- Jeronimo de Vries (1838-1915)
- Nyk de Vries (1971)
- Sytze de Vries (1945)
- Theun de Vries (1907-2005)
- Victor E. van Vriesland (1892-1974)
- Rien Vroegindeweij (1944)
- Leo Vroman (1915-2014)
- Victor Vroomkoning (1938)

## W
- Jacqueline E. van der Waals (1868-1922)
- Elly de Waard (1940)
- Hans van de Waarsenburg (1943)
- Cornelis van der Wal (1956)
- Alex van Warmerdam (1952)
- Ellen Warmond (1930-2011)
- Lévi Weemoedt (1948), pseudoniem van Isaäck (Ies) van Wijk
- Jan van den Weghe (1920-1988)
- Jan Baptist Wellekens (1658-1726)
- Hendrik Werkman (1881-1945)
- Hans Werkman (1939)
- J.W.F. Werumeus Buning (1891-1958)
- Bernard Wesseling (1978)
- Jeanne Wesselius (1931-2010)
- Jacob Westerbaen (1599–1670)
- Victor Westhoff (1916-2001), met pseudoniem Peter Sandifort
- Rogi Wieg (1962-2015)
- Han van Wieringen (1982)
- Menno Wigman (1966-2018)
- Gerard Wijdeveld (1905-1997)
- Nachoem Wijnberg (1961)
- Ivo de Wijs (1945)
- Anton van Wilderode (1918-1998), pseudoniem van Cyriel Paul Coupé
- Willem Wilmink (1936-2003)
- Harmen Wind (1945-2010)
- Jacob Winkler Prins (1849-1904)
- Nicolaas van Winter (1718-1795)
- Samuel Wiselius (1769-1845)
- Driek van Wissen (1943-2010)
- Jan Wit (1914-1980)
- Julian With (1954-2024)
- Karel van de Woestijne (1878-1929)
- Betje Wolff (1738-1804)
- Ben Wolken (1924-1988)
- Ans Wortel (1929-1996)
- Co Woudsma (1960)
- Frans Wuytack (1934)

## Z
- Wim Zaal (1935-2021)
- Leo van der Zalm (1942-2002)
- Michaël Zeeman (1958-2009)
- Willem Josephus van Zeggelen (1811-1879)
- Harry Zevenbergen (1964-2022)
- Jaap Zijlstra (1933-2015)
- Daan Zonderland (1909-1977), pseudoniem van Daan van der Vat
- Zuster Maria-Jozefa (1883-1961)
- Henk van Zuiden (1951)
- Ad Zuiderent (1944)
- Willem van Zuylen van Nijevelt (????-1543)
- Ben Zwaal (1944)
- Joost Zwagerman (1963-2015)